# Neurigona biflexa
Neurigona biflexa är en tvåvingeart som beskrevs av Gabriel Strobl 1909. Neurigona biflexa ingår i släktet Neurigona och familjen styltflugor. Inga underarter finns listade i Catalogue of Life.